# Liste
Pour les articles homonymes, voir Liste (homonymie).
Pour les articles ayant des titres homophones, voir List et Liszt (homonymie).
Une liste est un ensemble fini d'éléments énumérés de manière séquentielle (les uns après les autres) dans un ordre signifiant ou sans ordre précis. C'est une manière simple et pratique d'organiser la pensée, souvent sous une forme matérielle écrite ou informatique. Umberto Eco distingue les listes pratiques (à la fonction référentielle) des listes poétiques (à la fonction de vertige grisant). Selon lui, les énumérations exhubérantes ont commencé à la Renaissance et se prolongent de nos jours dans les bibliothèques, « réceptacles » de listes,.

## Typologie
Les listes se distinguent par leur structure :

### Index terminologique
liste de mots clés thématiques d'une œuvre ou d'un ensemble

### Thésaurus lexicographique
dictionnaire réunissant les mots par le sens

### Thésaurus documentaire
index contrôlé, structuré hiérarchiquement et parfois relationnel

### Inventaire
liste de biens matériels, souvent détaillés pour en estimer la valeur ou l'identité

### Catalogue
liste de biens ou de services, structuré en champs et enrichis par des index pour mieux retrouver leurs éléments

### Répertoire
Répertoire ou annuaire : listes de noms, organisés par thèmes puis listés alphabétiquement.

## Figure de style
En poésie, la liste peut être une figure de style économe et efficace comme dans le vers « adieu veau, vache, cochon, couvée » ou comme dans la prose « les arbres des boulevards, les vespasiennes, les bancs, les grilles, les becs de gaz, tout fut arraché ». Prévert a intitulé un de ses poèmes Inventaire qui commence ainsi « Une pierre deux maisons trois ruines quatre fossoyeurs ».